# Mnioes erythropoda
Mnioes erythropoda là một loài tò vò trong họ Ichneumonidae.